# Château de Saint-Martin-Belle-Roche
Le château de Saint-Martin-Belle-Roche est situé sur la commune de Saint-Martin-Belle-Roche en Saône-et-Loire, dans la région Bourgogne-Franche-Comté.
La Rue du Vieux Château, sur laquelle il est situé, lui doit son nom.

## Historique

### Propriétaires successifs
| Date d’acquisition | Propriétaire,                            | Voie d'acquisition                                                                  |
| ------------------ | ---------------------------------------- | ----------------------------------------------------------------------------------- |
| 1282               | Aymon de Montbellet                      |                                                                                     |
| 1317               | Richard de Montbellet                    | Héritage                                                                            |
| 1366               | Guy de Chevrier                          |                                                                                     |
| 1374               | André Guy de Chevrier                    | Héritage                                                                            |
| 1393               | Guillaume de Busseul                     | Héritage, après mariage avec la fille héritière d'André Guy de Chevrier             |
| 1414               | Gabriel de Busseul                       | Héritage                                                                            |
| 1451               | Girard de Busseul                        | Héritage                                                                            |
| 1486               | Antoine de Busseul                       | Héritage                                                                            |
| 1514               | Jacques Maréchal                         | Héritage, après mariage avec Claudine de Busseul, fille d'Antoine                   |
| 1550               | Jean Mitte Miolans de Chevrières         | Héritage, après mariage avec Françoise Maréchal, fille de Jacques                   |
| 1594               | Jacques Mitte de Chevrières              | Héritage                                                                            |
| 1649               | Melchior Mitte de Chevrières             | Héritage                                                                            |
| 1657               | Just-Henri Mitte de Chevrières           | Héritage                                                                            |
| 1659               | Pierre Perrachon                         | Achat à Just-Henri Mitte de Chevrières, vendant pour couvrir les dettes de son père |
| 1690               | Gabriel de Briord                        | Héritage, après mariage avec la fille de Marc-Antoine Perrachon                     |
| 1710               | David Olivier                            | Achat                                                                               |
| 1738               | François Olivier                         | Héritage                                                                            |
| 1769               | Jean-François-Ferdinand Olivier          | Héritage                                                                            |
| 1772               | Jean-Antoine Olivier                     | Héritage                                                                            |
| 1779               | Henriette Sabine Olivier                 | Héritage                                                                            |
| 1784               | Archambaud Joseph de Talleyrand Périgord | Mariage avec Henriette Sabine Olivier                                               |
| 1794               | Mélanie Honorine de Talleyrand Périgord  | Héritage                                                                            |
| 1827               | Claude-Dominique-Just de Noailles        | Mariage avec Mélanie Honorine de Talleyrand Périgord                                |
| 1865               | Guigue de Maizot                         | Achat                                                                               |
| 1912               | Henri Jeannier                           | Héritage (neveu de la veuve de Maizot)                                              |
| 1960               | Alfred Joseph Jeannier                   | Héritage                                                                            |
| 1981               | Richard Alix                             | Achat                                                                               |
| 1988               | Jean et Micheline Cotessat               | Achat                                                                               |

### Classement
Le château fait l’objet d’une inscription au titre des monuments historiques depuis le 29 juin 1987.

## Annexe